# Echeveria carnicolor
Echeveria carnicolor ist eine Pflanzenart aus der Gattung der Echeverien (Echeveria) in der Familie der Dickblattgewächse (Crassulaceae).

## Beschreibung
Echeveria carnicolor bildet verzweigte Triebe mit einer Länge von bis zu 6 Zentimeter und einem Durchmesser von 1 bis 1,5 Zentimeter aus. Die einzelnen Blattrosetten werden 7 bis 10 Zentimeter im Durchmesser groß. Die länglich verkehrt lanzettlichen und stumpf bis fast zugespitzten Blätter werden bis 4 bis 7 Zentimeter lang und 1 bis 1,5 Zentimeter breit. Sie sind 5 bis 6 Millimeter dick, dicht papillös, glitzernd und gräulichgrün oder purpurgrün gefärbt.
Der gleichmäßig rispig verzweigte und oft basal verzweigte Blütenstand wird bis 15 Zentimeter lang. Die Brakteen sind leicht abtrennbar und bilden Wurzeln. Der Blütenstiel wird bis 8 Millimeter lang. Die breit ausgebreiteten Kelchblätter werden bis 6 Millimeter lang. Die deutlich 5-kantige Blütenkrone wird bis 10 Millimeter lang und 6 Millimeter im Durchmesser. Sie ist oben lachsorange und unten fleischfarben.
Die Blütezeit ist Januar bis März.
Die Chromosomenzahl beträgt 2n = 36.

## Verbreitung und Systematik
Echeveria carnicolor ist in Mexiko im Bundesstaat Veracruz verbreitet.
Die Erstbeschreibung erfolgte 1870 durch John Gilbert Baker als Cotyledon carnicolor. 1874 stellte Charles Jacques Édouard Morren die Art in die Gattung Echeveria. Ein Synonym der Art ist Cotyledon carnicolor Baker.

## Nachweise